# José Luis García Sánchez
Pour les articles homonymes, voir José Luis García et García.
José Luis García Sánchez est un réalisateur de cinéma espagnol né le 22 septembre 1941.

## Filmographie
- 1968 : Pólipos en las trompas (court-métrage)
- 1970 : Labelecialalacio (court-métrage)
- 1971 : Loco por Machín
- 1971 : Gente de boina
- 1975 : El Love feroz
- 1976 : Colorín colorado
- 1978 : Las truchas
- 1981 : Dolores (documentaire)
- 1981 : Cuentos para una escapada
- 1985 : La corte de Faraón
- 1986 : Hay que deshacer la casa
- 1987 : Divinas palabras
- 1988 : Pasodoble
- 1989 : El vuelo de la paloma
- 1991 : La noche más larga
- 1993 : Tirano Banderas
- 1995 : Suspiros de España (y Portugal)
- 1995 : El seductor
- 1997 : Tranvía a la Malvarrosa
- 1997 : Siempre hay un camino a la derecha
- 2000 : Adiós con el corazón
- 2001 : Lázaro de Tormes
- 2002 : La marcha verde
- 2004 : Franky Banderas
- 2004 : ¡Hay motivo!
- 2004 : María querida